# 與恐山會面
《與恐山會面》原為日本漫畫《通靈王》單行本第十九冊的標題，同時是收錄於單行本第二十冊的劇中詩。後來有人為這首詩譜曲並上載到NICONICO動畫，之後因為同名動畫女主角恐山安娜的配音員林原惠為紀念《通靈王》十周年，於漫畫版宣佈恢復連載後翻唱這首歌而令網路上引起不少討論。

## 原作背景
《通靈王》是一部由日本漫畫家武井宏之從1998年到2004年期間於漫畫雜誌《週刊少年Jump》上連載的作品，並曾經被改編為電視動畫、及推出完全版漫畫。《與恐山會面》篇（下稱恐山篇）收錄於漫畫單行本第十九及二十冊中，為該作最受歡迎的章節之一。
恐山篇主要是描述主角麻倉葉與其未婚妻恐山安娜於被稱為日本三大靈場之一的恐山初次相遇的故事。
該首同名的詩為麻倉葉第一個持有靈貓又全宗於消失前寫給他的信之結尾。
詩歌標題中的「Au Revoir」為法語，有「再見」的意思。該詩共分為四大節，頭三節的副標題分別為「給葉少爺」（葉さんへ）、「給安娜」（アンナさんへ）和「給自己」（小生へ），至於最後一節則沒有副標。各節均以「與恐山會面」作結。

## 廣播劇CD
電視動畫播放時（2001年7月4日－2002年9月25日）時製作，但等到電視動畫播放完畢後才販售。
- 通靈王 廣播劇&角色歌曲集「與恐山會面〜prologue to shaman〜」（2002年10月23日，KICA-581）
- 通靈王 廣播劇&角色歌曲集「與恐山會面〜au revoir〜」（2002年11月22日，KICA-587）

### 角色
- 麻倉葉：佐藤佑子
- 恐山安娜：林原惠
- 貓又全宗：田中秀幸
- 麻倉葉明：青野武
- 麻倉木乃：京田尚子
- 麻倉幹久：堀内賢雄
- 玉村玉緒：水樹奈奈
- ：堀内賢雄
- 中鬼、大鬼：江川央生
- 麻倉葉王：高山南

### 主題曲
- Over Soul

作詞：MEGUMI，作曲、編曲：高橋剛，歌：林原惠

## 衍生歌曲
VOCALOID音樂家於2010年3月上載了一首標題為「【初音未來】與恐山會面【原創】」（日语：【初音ミク】恐山ル・ヴォワール【オリジナル】）的歌曲，在這之後他向武井宏之工作室的Twitter報告並得到「如果恐山篇有機會被搬上銀幕的話定必會用這歌來當片尾曲」的正面回應。此外，這首歌曾經登上週刊VOCALOID排行榜的第三位。
於初音未來版本上載後的翌年6月左右，武井宏之向林原惠詢問是否願意為記念《通靈王》十周年而唱《與恐山會面》，而她也答應；而公開前亦獲得了作曲者的同意。
同年10月21日，一位暱稱及頭像為恐山安娜的NICONICO動畫會員上載了標題為「【恐山安娜】試唱與恐山會面【通靈童子復活】」（日语：【恐山アンナ】恐山ル・ヴォワールを歌ってみた【マンキン復活】）的歌曲。由於當時並未公開演唱者的身份，加上歌聲本身和與插畫的風格分別與林原惠和武井宏之極為相似，故網路上有不少「是林原惠本人唱的嗎？」之類的話題。這些傳言直到11月8日由官方發表的「這是給支持者們的特別謝禮」宣言才得到證實，而林原惠就這事件的補記中寫道：「在第一次為這首歌錄音時曾經哭了出來」。
這歌投稿後三天播放次數接近30萬並佔領了試唱排行榜第一名兩天，第十天時超過70萬。在官方宣言公開翌日（11月9日）的播放次數高達96萬，11月10日時更突破百萬大關，2014年10月時已經超過239萬次。